# Uniwersytet Kłajpedzki
Uniwersytet Kłajpedzki (lit. Klaipėdos universitetas, KU) – uczelnia w Kłajpedzie, założona w 1991 roku.

## Opis
Uniwersytet powstał w styczniu 1991 roku na bazie filii uczelni kowieńskiej i wileńskiej. Początkowo obejmował cztery wydziały:
- Nauki społeczne (Socialinių mokslų)
- Nauk Humanistycznych i Przyrodniczych (Gamtos ir humanitarinių mokslų fakultetas)
- Morski (Jūrų technikos fakultetas)
- Pedagogiczny (Pedagogikos fakultetas)

Do 2013 studiowało na nim 30 tys. studentów.
Obecnie składa się z następujących wydziałów:
- Matematyki i Nauk Przyrodniczych (Gamtos ir matematikos mokslų fakultetas)
- Pedagogiki i Nauk Humanistycznych (Ugdymo ir humanitarinių mokslų fakultetas)
- Morskiego (Jūrų technikos fakultetas)
- Sztuki (Menų akademija)
- Nauk Społecznych (Socialinių mokslų fakultetas)
- Zdrowia (Sveikatos mokslų fakultetas)

## Rektorzy
- Donatas Švitra (1991–1993)
- Stasys Vaitekūnas (1993–2001)
- Vladas Žulkus (2002–2011)
- Vaidutis Laurėnas (2011–2014)
- Eimutis Juzeliūnas (2014–2018)
- Artūras Razbadauskas (2019–nadal)